# Боа де ла Пјер
Боа де ла Пјер (фр. Bois-de-la-Pierre) насеље је и општина у јужној Француској у региону Миди Пирене, у департману Горња Гарона која припада префектури Мире.
По подацима из 2011. године у општини је живело 415 становника, а густина насељености је износила 55,93 становника/km². Општина се простире на површини од 7,42 km². Налази се на средњој надморској висини од 232 метара (максималној 266 m, а минималној 216 m).

## Демографија
| 1962. | 1968. | 1975. | 1982. | 1990. | 1999. | 2011. |
| ----- | ----- | ----- | ----- | ----- | ----- | ----- |
| 168   | 175   | 147   | 152   | 219   | 313   | 415   |

График промене броја становника у току последњих година